# Ariocarpus trigonus
Espèce
Synonymes
- Anhalonium areolosum[2]
- Anhalonium elongatum[2]
- Anhalonium prismaticum[2]
- Anhalonium pulvilligerum[2]
- Anhalonium trigonum F. A. C. Weber[3]
- Ariocarpus confusus[2]
- Ariocarpus elongatus[2]
- Ariocarpus pulvilligeris[2]
- Ariocarpus retusus subsp. trigonus (F. A. C. Weber) E. F. Anderson & Fitz Maurice (préféré par GRIN)[3]
- Ariocarpus retusus Scheidw. (préféré par BioLib)[2]
- Ariocarpus trigonus var. elongatus Backeb.[2]
- Ariocarpus trigonus var. minor Voldan[2]
- Ariocarpus trigonus (F. A. C. Weber) K. Schum.[3]
- Mammillaria prismatica[2]

Statut de conservation UICN

 LC  : Préoccupation mineure
Ariocarpus trigonus est un membre de la famille des cactus, originaire de Nuevo Leon, Tamaulipas  et San Luis Potosi au Mexique.  

## Liste des variétés et sous-espèces
Selon BioLib (27 avril 2017) :
- sous-espèce Ariocarpus retusus subsp. trigonus (F.A.C. Weber) E.F. Andersen & W.A. Fritz-Maurice
- variété Ariocarpus retusus var. furfuraceus (Watson) Frank
- variété Ariocarpus retusus var. retusus
- variété Ariocarpus retusus var. scapharostroides Halda a Horacek

Selon Tropicos (27 avril 2017) (Attention liste brute contenant possiblement des synonymes) :
- variété Ariocarpus trigonus var. elongatus (Salm-Dyck) Backeb.
- variété Ariocarpus trigonus var. horacekii Halda
- variété Ariocarpus trigonus var. minor Voldan